# Jaworzynka (Pasmo Jaworzyny)
Jaworzynka (1001 m) – szczyt w Beskidzie Sądeckim, w południowej części Pasma Jaworzyny. Znajduje się w bocznym, najdłuższym grzbiecie tego pasma. Grzbiet ten odbiega od Runka (1080 m) w południowo-zachodnim kierunku i poprzez Jaworzynkę, Pustą Wielką i Zubrzy Wierch (870 m) opada do doliny Popradu w Żegiestowie-Zdroju.
Zachodnie stoki Jaworzynki opadają do doliny Wierchomlanki, wschodnie do doliny potoku Szczawnik. Sam wierzchołek i grzbiet południowy są zalesione, ale duża część stoków to łąki i dzięki temu okolice Jaworzynki są widokowe. Łąki rozciągają się na jej północnym grzbiecie, na stokach zachodnich aż do dna doliny Wierchomlanki, a częściowo również na stokach wschodnich. Dawniej były to pola uprawne, łąki i pastwiska Łemków zamieszkujących dolinę Wierchomlanki. Zostali oni wysiedleni w roku 1947 w ramach Akcji Wisła. Obecnie na stoku zachodnim, opadającym do doliny Wierchomlanki znajduje się wyciąg narciarski „Frycek”. Oprócz niego na grzbiecie Jaworzynka – Runek nad Wierchomlanką jest jeszcze 5 innych wyciągów narciarskich należących do miejscowości Wierchomla Mała. Wraz z dwoma wyciągami ze Szczawnika jest to 8 wyciągów narciarskich tworzących Stację Narciarską Dwie Doliny Muszyna-Wierchomla.
Na grzbiecie po północnej stronie Jaworzynki znajduje się murowana kapliczka pod Jaworzynką, pochodząca z 1932 roku. Kryta jest dachem z gontów i zamykana żeliwną furtką. W środku znajduje się drewniana płaskorzeźba jej patrona, św. Wendelina, patrona pasterzy. Jest to wyremontowana łemkowska kapliczka. Znajduje się przy niej skrzyżowanie szlaków turystycznych. Często odpoczywają tutaj turyści. Dobry punkt widokowy.

## Szlaki turystyczne
– czarny z Żegiestowa przez Pustą Wielką do kapliczki pod Jaworzynką 3.30 h, ↓ 2.45 h
 – niebieski z Żegiestowa przez Trzy Kopce, Pustą Wielką, Jaworzynkę i Bacówkę nad Wierchomlą na Runek. 3.45 h, ↓ 2.30 h
 – żółty z Muszyny przez Szczawnik do kapliczki pod Jaworzynką. 3.20 h, ↓ 2.45 h

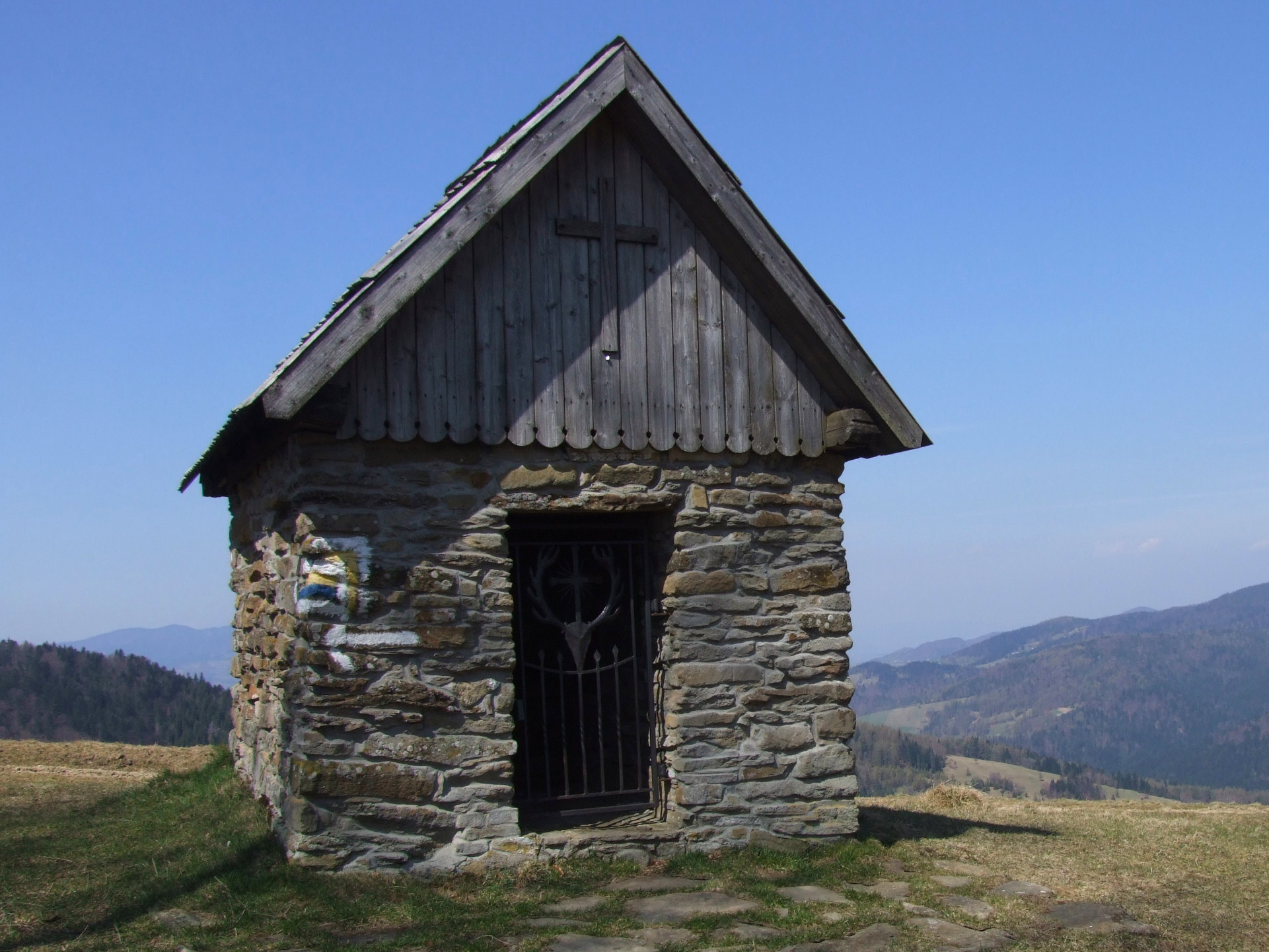
Kapliczka pod Jaworzynką